# 翁处易
翁处易（？—？），字伯简，堂号盐官，兴化莆田县人。宋朝政治人物。

## 生平
建隆元年，登进士，歷任仙游县知縣。
翁处易为翁乾度之子。有兄翁处厚、翁处恭，有弟翁处朴、翁处廉、翁处休，六兄弟均登进士，被誉为“六桂联辉”、“六桂联芳”或“六桂翁”。